# Ткаченко, Тамара Степановна
Тамара Степановна Ткаченко (6 (19) октября 1909, Ростов-на-Дону — 26 апреля 1987, Москва) — артистка балета, педагог, профессор, народная артистка РСФСР (1976). Автор книг и учебных программ по народно-сценическому танцу, а также методических пособий для художественной самодеятельности.

## Биография
По окончании Московского хореографического училища (педагог В. Д. Тихомиров) в 1926 году была принята в балетную труппу Большого театра, где танцевала до 1948 года. Была одной из ведущих характерных танцовщиц театра. Исполненные партии:
- «Пламя Парижа» — Тереза
- «Дон Кихот» — Уличная танцовщица, Мерседес
- «Лебединое озеро», «Бахчисарайский фонтан» — характерные танцы
- «Спящая красавица» — фея Карабос

В 1940 году окончила педагогическое отделение Московского хореографического училища. С 1940 по 1960 год преподавала в училище характерный танец, с 1946 года — народно-сценический танец на балетмейстерском и педагогическом отделениях ГИТИСа. В 1970 году получила звание профессора.
Среди студентов Тамары Ткаченко — хореограф Хаджисмел Варзиев (выпуск 1969 года).